# Stefan Kießling
Stefan Kießling (Lichtenfels, 25 de janeiro de 1984) é um ex-futebolista alemão. Seu último Clube foi o Bayer Leverkusen, no qual permaneceu por 12 temporadas. 

## Carreira
Stefan Kießling começou a carreira no Nuremberg.. Em 2006 foi contratado pelo Bayer Leverkusen, por 6,5 milhões de Euros. Suas atuações levaram a participar da Copa do Mundo de 2010. Pelo Bayer Leverkusen tornou-se o segundo jogador que mais vestiu a camisa do clube em competições oficiais, sendo também o segundo jogador que mais marcou gols na história da equipe. Sua despedida do futebol ocorreu no dia 12 de maio de 2018, numa vitória frente o Hannover 96, pela 34ª rodada da Bundesliga de 2017-2018. 

## Prêmios individuais
- Artilheiro da Bundesliga: 2012/13 (25 gols)